# Patrulaterul aurifer
Patrulaterul aurifer reprezintă o zonă în Munții Apuseni cu importante zăcăminte de aur, delimitat (imaginar) de orașele Deva, Brad, Baia de Arieș și Zlatna. Patrulaterul cuprinde minele din zona Roșia Montană - Bucium, Baia de Arieș, Almaș - Stănija și Brad - Săcărâmb. Acestea au livrat importante cantități de metale prețioase, îndeosebi aur și argint. Din punct de vedere mineralogic, aurul nativ din zonă este cunoscut prin conținutul său ridicat de argint (20–25%), la care se adaugă telurul (0,1%), acest din urmă element fiind descoperit pentru prima dată la Zlatna în secolul al XVIII-lea de prof. Johann Müller von Reichenstein din Sibiu. Minele din Munții Apuseni au oferit și alte minerale în premieră mondială, cum ar fi silvanitul și săcărâmbitul. Eșantioanele de aur nativ și minerale colecționate începând din secolul al XIX-lea și adăpostite în Muzeul Aurului din Brad, Muzeul Brukenthal din Sibiu sau în colecția Universității din Cluj, cuprind numeroase rarități mineralogice.

## Sursa
- http://www.revista22.ro/rosia-montana-patrimoniu-abandonat-3298.html